# Bahnhof Budapest-Józsefváros

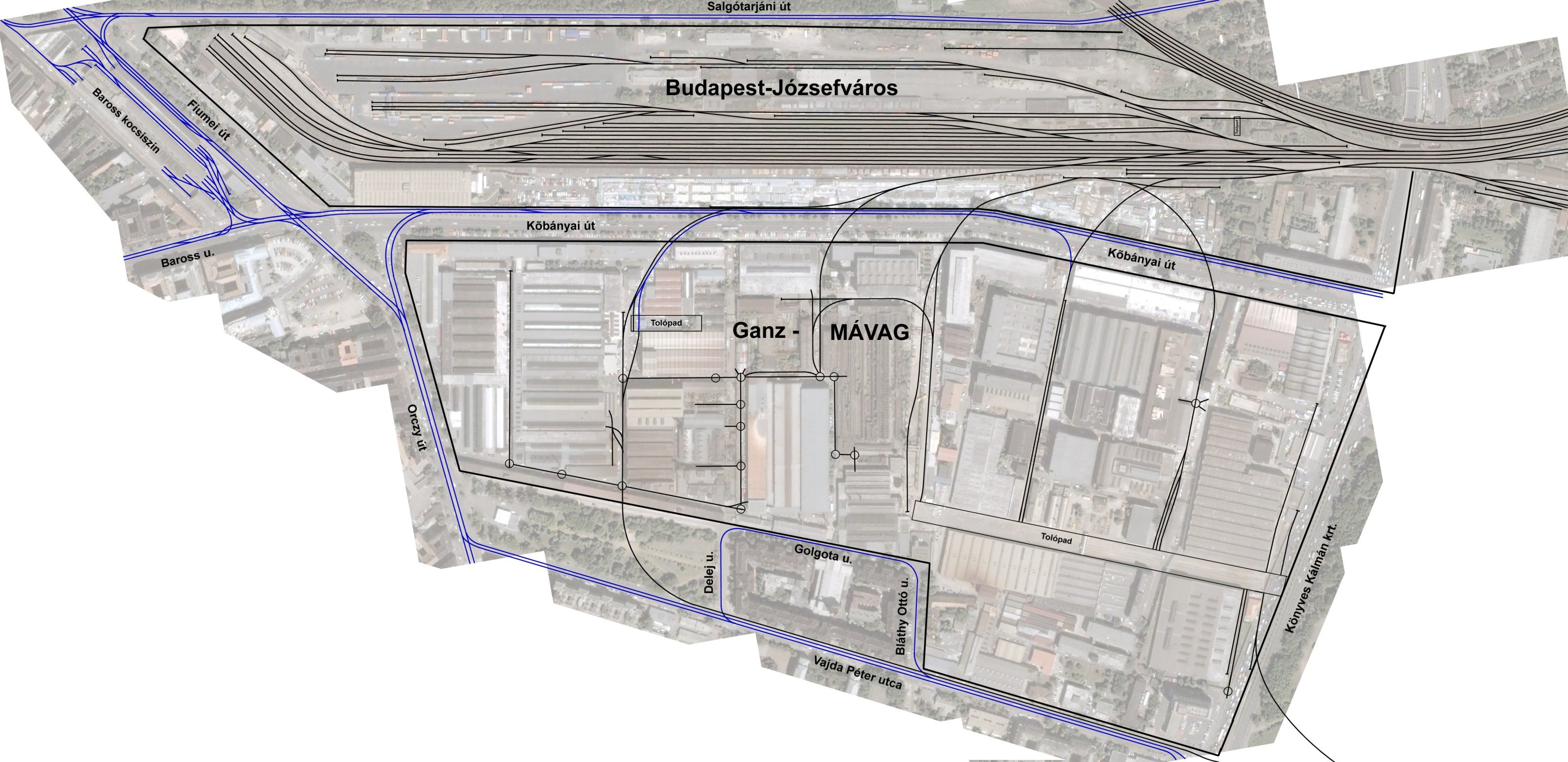
Gleisplan des Bahnhofes mit Anschlussgleisen und ihn umgebenden Straßenbahnstrecken (blau)

Der Bahnhof Budapest-Józsefváros war ein Kopfbahnhof in der ungarischen Hauptstadt Budapest. Der frühzeitig an Bedeutung verlorene Bahnhof war der erste der ungarischen Staatsbahn Magyar Államvasutak in Budapest.

## Lage
Der Bahnhof lag im gleichnamigen Stadtteil Józsefváros (deutsch Josefstadt), dem VIII. Budapester Bezirk. Das Empfangsgebäude befindet sich am Orczy tér, einem Knotenpunkt des städtischen Nahverkehrs; das Bahnhofsgelände ist von mehreren Straßenbahnstrecken umgeben. In unmittelbarer Nähe liegt das Straßenbahndepot Baross. Der Bahnhof Budapest-Keleti befindet sich einen Kilometer nördlich, die Innenstadt etwa drei Kilometer westlich des ehemaligen Bahnhofes.

## Geschichte
Der Bahnhof wurde 1867 durch die Ungarische Nordbahn als Ausgangspunkt ihrer im Bau befindlichen Bahnstrecke von Pest nach Salgótarján in Betrieb genommen. Noch vor Eröffnung der Gesamtstrecke geriet die Eisenbahngesellschaft in Konkurs; mit der Übernahme durch den ungarischen Staat entstand die ungarische Staatsbahn Magyar Államvasutak. Budapest-Józsefváros wurde somit zum Staatsbahnhof.
Da in den Folgejahren das ungarische Streckennetz stark anwuchs, genügte der Bahnhof schon bald nicht mehr den gestiegenen Verkehrsanforderungen. Deshalb wurde 1884 in unmittelbarer Nähe der neue Kopfbahnhof Budapest-Keleti eröffnet, auf den 1885 der gesamte Personenverkehr gelegt wurde. Budapest-Józsefváros diente fortan dem Güterverkehr der Maschinenfabrik von Ganz und einer Gummifabrik sowie dem Fahrzeugausbesserungswerk Nord. Später kam zudem ein Containerterminal dazu. Ab 1936 verkehrten einige Reisezüge zur Entlastung von Budapest-Keleti wieder nach Budapest-Józsefváros, insbesondere aus Richtung Kelebia und bis 1949 von der Budapester Ringbahn.
In den 1990er Jahren schlossen viele für den örtlichen Güterverkehr wichtige Fabriken in den Innenstadtbezirken, 2003 wurde der Containerzugverkehr auf den neuen Umschlagbahnhof Soroksár-Terminál an der südlichen Stadtgrenze verlegt, was auch zur Verringerung des Lkw-Verkehrs im VIII. Bezirk führte. Zum Fahrplanwechsel am 11. Dezember 2005 wurde der Personenverkehr eingestellt, 2009 beendete auch das angeschlossene Ausbesserungswerk seinen Betrieb.
Das Bahnhofsgelände entwickelte sich mit dem Aufbau asiatischer Märkte zu einer Problemzone, die 2014 aufgelöst wurden. Im früheren Empfangsgebäude und auf dem Bahnhofsgelände soll das Holocaust-Museum „Haus der Schicksale“ eingerichtet werden, da von Budapest-Józsefváros während des Zweiten Weltkrieges auch Deportationszüge abfuhren. Die Anbindung des ehemaligen Bahnhofes aus Richtung Ferencváros dient noch als elektrifiziertes Abstellgleis, auf dem Gleis aus Richtung Kőbánya felső sind keine Fahrten mehr möglich; letzteres soll jedoch als Zuführungsgleis für das neue Verkehrsmuseum Budapest wieder saniert werden.

## Bezeichnung
Die drei bestehenden Kopfbahnhöfe von Budapest sind allesamt nach der Richtung, aus der die Züge ursprünglich eintrafen, und in Anlehnung an die Eisenbahngesellschaft, die den Bahnhof erbauen ließ, benannt; wobei bis auf einen Nordbahnhof alle Himmelsrichtungen vergeben sind.
Budapest-Józsefváros, in der Anfangszeit seines Bestehens Losonci pályaudvar – als Ausgangspunkt der Strecke in Richtung Losonc (slowakisch Lučenec) – genannt, wird daher oft als der fehlende Nordbahnhof interpretiert, da die erste Strecke in Richtung Norden führte und deren Bau durch die Ungarische Nordbahn begonnen wurde; offiziell hieß er jedoch nie so.